# Konrad Świetlik

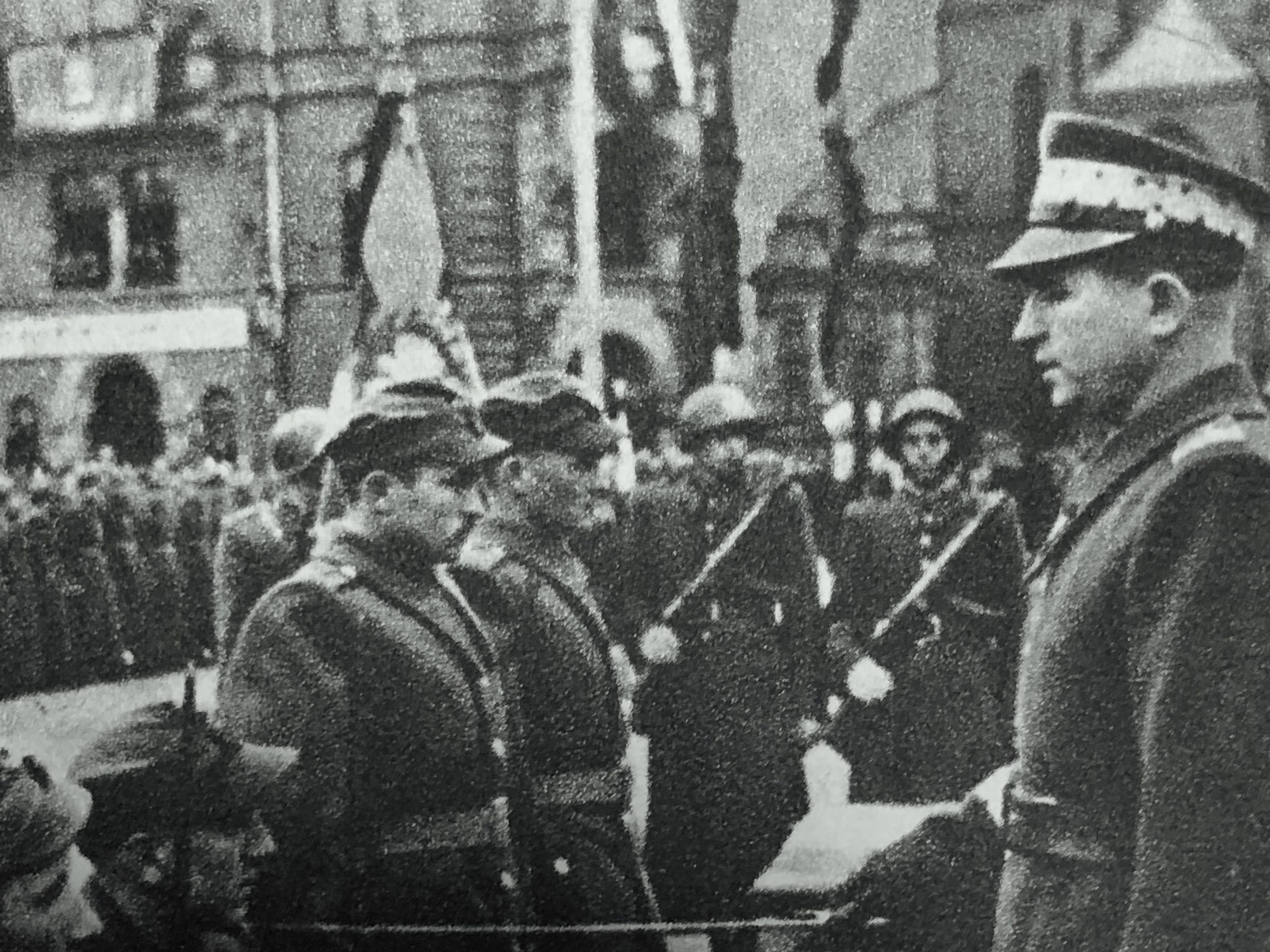
Dowódca KBW gen. bryg. Konrad Świetlik promuje oficerów KBW, 30 marca 1947

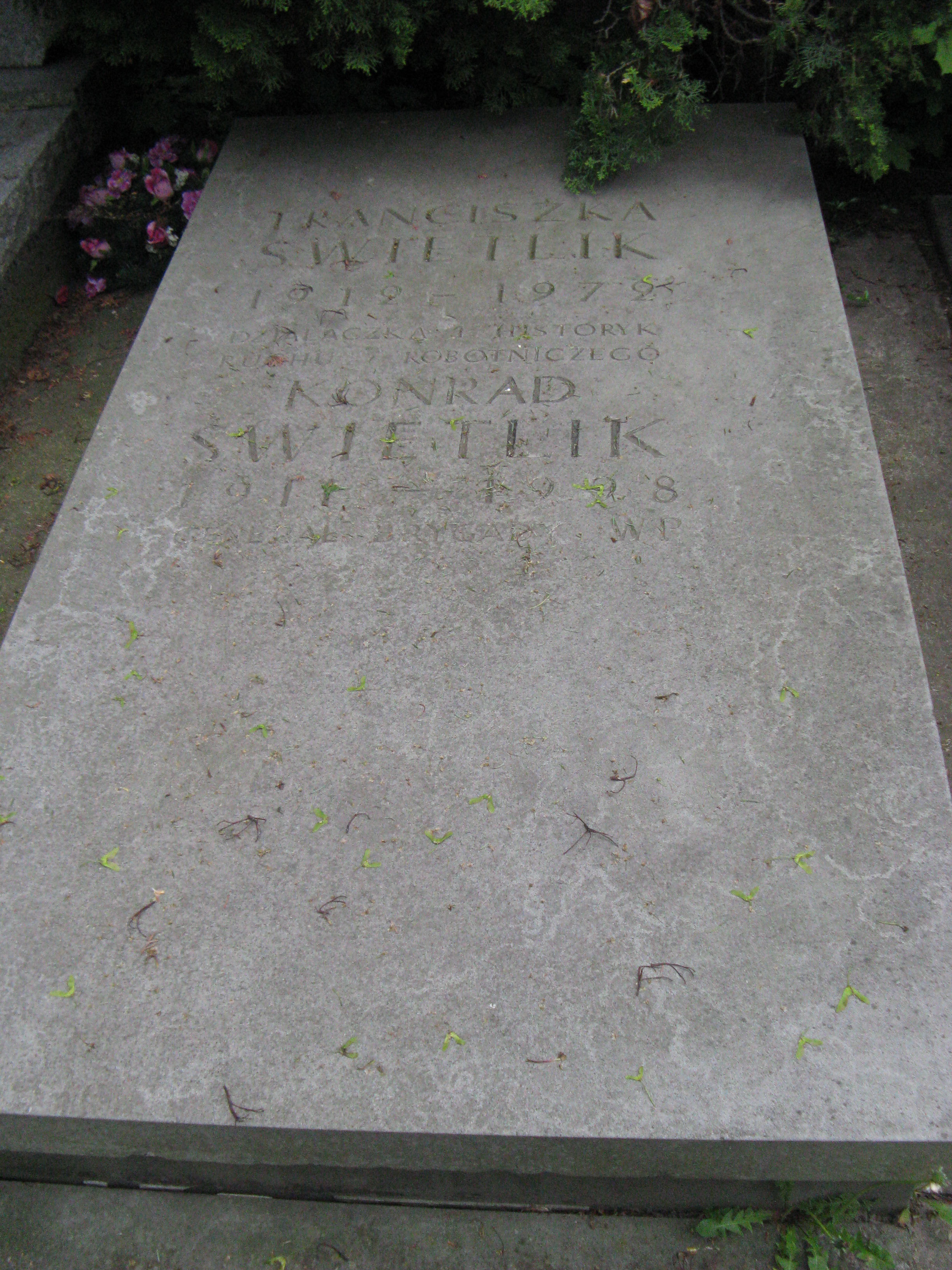
Grób Konrada Świetlika na Cmentarzu Wojskowym na Powązkach

Konrad Marcin Świetlik (ur. 2 września?/15 września 1911 w Koliubiakinie, zm. 4 września 1998 w Warszawie) – generał brygady Wojska Polskiego. Szef Głównego Zarządu Polityczno-Wychowawczego WP (1945–1946), dowódca Korpusu Bezpieczeństwa Wewnętrznego (1946–1948), wiceminister bezpieczeństwa publicznego (1948–1954), wiceminister spraw wewnętrznych (1954–1958), członek Komitetu Centralnego PZPR (do 1955).

## Życiorys
Syn Macieja i Marii. Jego ojciec był robotnikiem, emigrantem z Warszawy. Rodzina powróciła do Polski w 1919.
Ukończył ogrodniczą szkołę zawodową i pracował jako ogrodnik. Od 1931 członek Komunistycznego Związku Młodzieży Polski, a od 1935 Komunistycznej Partii Polski.

### Służba wojskowa
Przed wojną odbył służbę wojskową w 35 pp. W kampanii wrześniowej walczył jako szeregowy. Nie poszedł do niewoli niemieckiej i pracował na terenie okupacji sowieckiej (na Białostocczyźnie) w leśnictwie.
W 1941 był słuchaczem kursu NKWD w Gorkim. W 1943 wstąpił do 1 Polskiej Dywizji Piechoty im. Tadeusza Kościuszki. Został oficerem oświatowym 3 pp. Uczestniczył w bitwie pod Lenino. W 1944 został zastępcą dowódcy zapasowego 4 pp do spraw polityczno-wychowawczych, później zastępca dowódcy 1 DP w stopniu majora. W lipcu 1944 mianowany szefem Zarządu Polityczno-Wychowawczego 1 Armii WP. Na tym stanowisku współpracował z płk. Piotrem Jaroszewiczem, zastępcą dowódcy armii do spraw polityczno-wychowawczych. Uczestniczył w walkach o prawobrzeżną Warszawę we wrześniu 1944. Od lipca do listopada 1945 był zastępcą dowódcy Wojsk Lotniczych do spraw polityczno-wychowawczych. Od grudnia 1945 do listopada 1946 pełnił funkcję szefa Głównego Zarządu Polityczno-Wychowawczego WP.
14 grudnia 1945 awansowany na stopień generała brygady ze starszeństwem z 1 stycznia 1946. 8 sierpnia 1946 został mianowany w miejsce gen. Bolesława Kieniewicza dowódcą Korpusu Bezpieczeństwa Wewnętrznego, który zwalczał podziemie niepodległościowe. 1 sierpnia 1948 został wiceministrem bezpieczeństwa publicznego. 31 sierpnia 1948 zaatakował Władysława Gomułkę za jego krytykę stosunku KPP do niepodległości Polski. Od 1948 był członkiem Komitetu Centralnego PZPR. Od 24 lutego 1949 również członkiem Komisji Bezpieczeństwa KC PZPR, nadzorującej aparat represji stalinowskich w Polsce. Ukończył 2-letnią Szkołę Partyjną przy KC PZPR. Uchwałą IV plenum KC PZPR w lipcu 1955 został usunięty z Komitetu Centralnego. Do 1958 był wiceministrem spraw wewnętrznych. Został przeniesiony do rezerwy. Ukończył studia historyczne i ekonomikę rolnictwa. Pracował w KC PZPR w dziedzinie rolnictwa. Od 1970 na emeryturze. 
Był autorem haseł w Słowniku biograficznym działaczy polskiego ruchu robotniczego.
Mieszkał w Warszawie, gdzie zmarł w następstwie złamania szyjki kości udowej. Pochowany na Cmentarzu Wojskowym na Powązkach (kwatera B33-3-3).

## Odznaczenia (wybrane)
- Order Krzyża Grunwaldu II klasy
- Order Krzyża Grunwaldu III klasy
- Krzyż Kawalerski Orderu Odrodzenia Polski
- Krzyżem Walecznych
- Medal „Za udział w walkach w obronie władzy ludowej”
- Medal im. Ludwika Waryńskiego (1986)[6]
- Gwiazda I klasy Czechosłowackiego Wojskowego Orderu Lwa Białego „Za zwycięstwo” (1949)[7]

## Życie prywatne
Jego żoną była działaczka partyjna i historyk Franciszka Świetlikowa (1912-1972).